# Srí Lanka a 2013-as úszó-világbajnokságon
Srí Lanka négy úszóval vett részt a 2013-as úszó-világbajnokságon, akik nyolc versenyszámban indultak.

## Úszás
Férfi
| Versenyző         | Verseny                  | Selejtező | Selejtező | Elődöntő          | Elődöntő          | Döntő             | Döntő             |
| Versenyző         | Verseny                  | Idő       | Helyezés  | Idő               | Helyezés          | Idő               | Helyezés          |
| ----------------- | ------------------------ | --------- | --------- | ----------------- | ----------------- | ----------------- | ----------------- |
| Don Kalu Achchige | 100 méteres gyorsúszás   | 56.53     | 74        | Nem jutott tovább | Nem jutott tovább | Nem jutott tovább | Nem jutott tovább |
| Don Kalu Achchige | 50 méteres pillangóúszás | 26.70     | 62        | Nem jutott tovább | Nem jutott tovább | Nem jutott tovább | Nem jutott tovább |
| Heshan Unamboowe  | 50 méteres hátúszás      | 27.23     | 35        | Nem jutott tovább | Nem jutott tovább | Nem jutott tovább | Nem jutott tovább |
| Heshan Unamboowe  | 100 méteres hátúszás     | 58.49     | 38        | Nem jutott tovább | Nem jutott tovább | Nem jutott tovább | Nem jutott tovább |

Női
| Versenyző          | Verseny               | Selejtező | Selejtező | Elődöntő          | Elődöntő          | Döntő             | Döntő             |
| Versenyző          | Verseny               | Idő       | Helyezés  | Idő               | Helyezés          | Idő               | Helyezés          |
| ------------------ | --------------------- | --------- | --------- | ----------------- | ----------------- | ----------------- | ----------------- |
| Nadeera Jayasekera | 50 méteres hátúszás   | 32.33     | 46        | Nem jutott tovább | Nem jutott tovább | Nem jutott tovább | Nem jutott tovább |
| Nadeera Jayasekera | 100 méteres hátúszás  | 1:09.70   | =44       | Nem jutott tovább | Nem jutott tovább | Nem jutott tovább | Nem jutott tovább |
| Kimiko Raheem      | 50 méteres gyorsúszás | 27.87     | 51        | Nem jutott tovább | Nem jutott tovább | Nem jutott tovább | Nem jutott tovább |
| Kimiko Raheem      | 200 méteres hátúszás  | 2:26.61   | 34        | Nem jutott tovább | Nem jutott tovább | Nem jutott tovább | Nem jutott tovább |